# Чемпионат СССР по классической борьбе 1969
38-й чемпионат СССР по классической борьбе проходил в Ивано-Франковске (наилегчайший, полулёгкий, 1-й полусредний, 2-й средний и тяжёлый веса) и Ростове-на-Дону (легчайший, лёгкий, 2-й полусредний, 1-й средний и полутяжёлый веса) с 14 по 17 апреля 1969 года. Были добавлены 2 новые весовые категории. В соревнованиях участвовало 193 борца.

## Медалисты
| Весовая категория   | Золото                                               | Серебро                                     | Бронза                                  |
| ------------------- | ---------------------------------------------------- | ------------------------------------------- | --------------------------------------- |
| Наилегчайший вес    | Владимир Перницкий «Спартак» (Волгоград)             | В. Демьянов Вооружённые Силы (Львов)        | Валерий Чавка «Спартак» (Саратов)       |
| Легчайший вес       | Клим Олзоев Вооружённые Силы (Новосибирск)           | Хан Бабаханов Вооружённые Силы (Минск)      | Сергей Рыбалко «Динамо» (Запорожье)     |
| Полулёгкий вес      | Георгий Захарян «Буревестник» (Ереван)               | Юрий Соколов Вооружённые Силы (Ульяновск)   | Александр Кимстач «Локомотив» (Москва)  |
| Лёгкий вес          | Иван Зайцев «Динамо» (Москва)                        | В. Топоров Вооружённые Силы (Алма-Ата)      | Геннадий Узун «Авангард» (Жданов)       |
| 1-й полусредний вес | Юрий Григорьев «Авангард» (Запорожье)                | Юрий Колупов «Динамо» (Москва)              | Александр Зобков «Спартак» (Ульяновск)  |
| 2-й полусредний вес | Георгий Вершинин Вооружённые Силы (Москва)           | Имант Клинтсон «Даугава» (Рига)             | Касим Халилов «Динамо» (Саранск)        |
| 1-й средний вес     | Анатолий Назаренко «Спартак» (Алма-Ата)              | Я. Жельвс «Даугава» (Рига)                  | П. Артемьев «Спартак» (Волжск)          |
| 2-й средний вес     | Валентин Оленик «Спартак» (Новокузнецк)              | Александр Юркевич Вооружённые Силы (Москва) | А. Иванов «Локомотив» (Ленинград)       |
| Полутяжёлый вес     | Николай Яковенко Вооружённые Силы (Ростов-на-Дону)   | Василий Меркулов «Спартак» (Воронеж)        | В. Рудик «Буревестник» (Ростов-на-Дону) |
| Тяжёлый вес         | Николай Шмаков Вооружённые Силы (Московская область) | Владимир Сусич Вооружённые Силы (Минск)     | Н. Шевченко «Локомотив» (Львов)         |